# Wojnickie Towarzystwo Fotograficzne Fotum
Wojnickie Towarzystwo Fotograficzne Fotum – stowarzyszenie fotograficzne zarejestrowane w 2014 roku, utworzone na bazie Pracowni Fotograficznej, istniejącej od 2000 roku. Członek zbiorowy Fotoklubu Rzeczypospolitej Polskiej Stowarzyszenia Twórców.

## Historia
Wojnickie Towarzystwo Fotograficzne Fotum zostało zarejestrowane 29 września 2014 roku. Stowarzyszenie jest kontynuatorem działań Pracowni Fotograficznej, utworzonej w 2000 roku, w Domu Grodzkim w Wojniczu.

## Działalność
Celem działalności Wojnickiego Towarzystwa Fotograficznego Fotum jest upowszechnianie fotografii, sztuki fotograficznej oraz promocja miasta Wojnicza. Stowarzyszenie jest organizatorem wystaw fotograficznych: indywidualnych, zbiorowych (m.in. członków stowarzyszenia) oraz wystaw pokonkursowych. Jest organizatorem wewnętrznych konkursów fotograficznych, prelekcji, spotkań, warsztatów fotograficznych. Statutowym celem WTF Fotum jest ochrona interesów twórczych członków stowarzyszenia oraz dbałość o ochronę ich praw autorskich.
Wojnickie Towarzystwo Fotograficzne Fotum jest stowarzyszeniem (klubem ILFIAP) zrzeszonym w Międzynarodowej Federacji Sztuki Fotograficznej FIAP. Jest członkiem zbiorowym Fotoklubu Rzeczypospolitej Polskiej Stowarzyszenia Twórców. Począwszy od 2014 roku jest organizatorem Wojnickiego Międzynarodowego Konkursu Fotograficznego – objętego patronatem Fédération Internationale de l'Art Photographique, Photographic Society of America, International Association of Art Photographers, Fotoklubu Rzeczypospolitej Polskiej Stowarzyszenia Twórców.